# Список космических запусков России в 2015 году
В 2015 году Россия являлась мировым лидером по запускам ракет космического назначения с 26 запусками, как и в 2014 году с 36 запусками. Доля России в космических запусках 2015 составила 30 %.

## Список орбитальных космических запусков России в 2015 году
| Дата        | Ракета-носитель      | Полезная нагрузка        | Заказчик                                      | Космодром/Старт.комплекс | Результат       |
| ----------- | -------------------- | ------------------------ | --------------------------------------------- | ------------------------ | --------------- |
| 1 февраля   | Протон-М/Бриз-М      | Inmarsat 5 F2            | Inmarsat                                      | Байконур 200/39          | Успех           |
| 17 февраля  | Союз-У               | Прогресс М-26М           | Роскосмос                                     | Байконур 1/5             | Успех           |
| 27 февраля  | Союз-2.1а            | Космос-2503 (Барс-М)     | Войска воздушно-космической обороны           | Плесецк 43/4             | Успех           |
| 19 марта    | Протон-М/Бриз-М      | Экспресс АМ7             | ФГУП «Космическая связь»                      | Байконур 200/39          | Успех           |
| 26 марта    | Днепр                | KompSat-3A               | Корейский институт аэрокосмических разработок | Ясный                    | Успех           |
| 27 марта    | Союз-ФГ              | Союз ТМА-16М             | Роскосмос                                     | Байконур 1/5             | Успех           |
| 31 марта    | Рокот/Бриз-КМ        | Гонец-М                  | ОАО "Спутниковая система «Гонец»"             | Плесецк 133/3            | Успех           |
| 31 марта    | Рокот/Бриз-КМ        | Гонец-М                  | ОАО "Спутниковая система «Гонец»"             | Плесецк 133/3            | Успех           |
| 31 марта    | Рокот/Бриз-КМ        | Гонец-М                  | ОАО "Спутниковая система «Гонец»"             | Плесецк 133/3            | Успех           |
| 31 марта    | Рокот/Бриз-КМ        | Космос-2504              | ОАО "Спутниковая система «Гонец»"             | Плесецк 133/3            | Успех           |
| 28 апреля   | Союз-2.1а            | Прогресс М-27М           | Роскосмос                                     | Байконур 31/6            | Неудача         |
| 16 мая      | Протон-М/Бриз-М      | MexSat-1                 | Satmex                                        | Байконур 200/39          | Неудача         |
| 5 июня      | Союз-2.1а            | Космос-2505 (Кобальт-М)  | Войска воздушно-космической обороны           | Плесецк 43/4             | Успех           |
| 23 июня     | Союз-2.1б            | Космос-2506 (Персона)    | Войска воздушно-космической обороны           | Плесецк 43/4             | Успех           |
| 3 июля      | Союз-У               | Прогресс М-28М (№ 428)   | Роскосмос                                     | Байконур 1/5             | Успех           |
| 22 июля     | Союз-ФГ              | Союз ТМА-17М             | Роскосмос                                     | Байконур 1/5             | Успех           |
| 28 августа  | Протон-М/Бриз-М      | Inmarsat 5 F3            | Inmarsat                                      | Байконур 200/39          | Успех           |
| 2 сентября  | Союз-ФГ              | Союз ТМА-18М             | Роскосмос                                     | Байконур 1/5             | Успех           |
| 14 сентября | Протон-М/ДМ-03       | Экспресс АМ8             | ФГУП «Космическая связь»                      | Байконур 81/24           | Успех           |
| 24 сентября | Рокот/Бриз-КМ        | Космос-2507 («Родник-С») | Войска воздушно-космической обороны           | Плесецк 133/3            | Успех           |
| 24 сентября | Рокот/Бриз-КМ        | Космос-2508 («Родник-С») | Войска воздушно-космической обороны           | Плесецк 133/3            | Успех           |
| 24 сентября | Рокот/Бриз-КМ        | Космос-2509 («Родник-С») | Войска воздушно-космической обороны           | Плесецк 133/3            | Успех           |
| 1 октября   | Союз-У               | Прогресс М-29М (№ 429)   | Роскосмос                                     | Байконур 1/5             | Успех           |
| 16 октября  | Протон-М/Бриз-М      | Turksat 4B               | Turksat                                       | Байконур 200/39          | Успех           |
| 17 ноября   | Союз-2.1б/Фрегат     | Космос-2510 (Тундра)     | Войска воздушно-космической обороны           | Плесецк 43/4             | Успех           |
| 5 декабря   | Союз-2.1в/Волга      | Космос-2511 (Канопус-СТ) | Войска воздушно-космической обороны           | Плесецк 43/4             | Частичный успех |
| 5 декабря   | Союз-2.1в/Волга      | Космос-2512              | Войска воздушно-космической обороны           | Плесецк 43/4             | Частичный успех |
| 11 декабря  | Зенит-2SLБ/Фрегат-СБ | Электро-Л № 2            | Роскосмос                                     | Байконур 45/1            | Успех           |
| 13 декабря  | Протон-М/Бриз-М      | Космос-2513 (Гарпун)     | Войска воздушно-космической обороны           | Байконур 81/24           | Успех           |
| 15 декабря  | Союз-ФГ              | Союз ТМА-19М             | Роскосмос                                     | Байконур 1/5             | Успех           |
| 21 декабря  | Союз-2.1а            | Прогресс МС              | Роскосмос                                     | Байконур 31/6            | Успех           |
| 25 декабря  | Протон-М/Бриз-М      | Экспресс-АМУ1            | ФГУП «Космическая связь»                      | Байконур 200/39          | Успех           |

## Список суборбитальных запусков России в 2015 году
| Дата       | Ракета-носитель   | Полезная нагрузка                   | Заказчик                                  | Стартовый комплекс                   | Результат  |
| ---------- | ----------------- | ----------------------------------- | ----------------------------------------- | ------------------------------------ | ---------- |
| 26 февраля | УР-100Н УТТХ      | Экспериментальный боевой блок 15Ю71 | Министерство обороны Российской Федерации | Домбаровский                         | Неизвестно |
| 18 марта   | РС-26 «Рубеж»     | Учебный боевой блок                 | Министерство обороны Российской Федерации | Капустин Яр                          | Успех      |
| 22 августа | РС-12М «Тополь»   | Учебный боевой блок                 | Министерство обороны Российской Федерации | Капустин Яр                          | Успех      |
| 28 октября | РС-24 «Ярс»       | Учебный боевой блок                 | Министерство обороны Российской Федерации | Плесецк                              | Успех      |
| 30 октября | РС-12М «Тополь»   | Учебный боевой блок                 | Министерство обороны Российской Федерации | Плесецк                              | Успех      |
| 30 октября | Р-29РМУ2 «Синева» | Учебный боевой блок                 | Министерство обороны Российской Федерации | К-117 «Брянск», Баренцево море       | Успех      |
| 30 октября | Р-29Р             | Учебный боевой блок                 | Министерство обороны Российской Федерации | К-223 «Подольск», Охотское море      | Успех      |
| 14 ноября  | Р-30 «Булава-30»  | Учебный боевой блок                 | Министерство обороны Российской Федерации | К-551 «Владимир Мономах», Белое море | Успех      |
| 14 ноября  | Р-30 «Булава-30»  | Учебный боевой блок                 | Министерство обороны Российской Федерации | К-551 «Владимир Мономах», Белое море | Успех      |
| 17 ноября  | РС-12М «Тополь»   | Учебный боевой блок                 | Министерство обороны Российской Федерации | Капустин Яр                          | Успех      |
| 12 декабря | Р-29РМУ2 «Синева» | Учебный боевой блок                 | Министерство обороны Российской Федерации | К-51 «Верхотурье», Баренцево море    | Успех      |
| 24 декабря | РС-12М «Тополь»   | Учебный боевой блок                 | Министерство обороны Российской Федерации | Капустин Яр                          | Успех      |

## Статистика орбитальных запусков
Количество российских пусков: 26. Успешных: 23. Частично успешных: 1. Неудачных: 2.

### Российские запуски в разрезе ракет-носителей
| Ракета-носитель                                 | Число стартов | Неудачи | Примечания |
| ----------------------------------------------- | ------------- | ------- | ---------- |
| Днепр                                           | 1             |         |            |
| Зенит-3SLБФ                                     | 1             |         |            |
| Протон-М                                        | 8             | 1       |            |
| Рокот                                           | 2             |         |            |
| Союз-2.1а                                       | 4             | 1       |            |
| Союз-2.1б                                       | 2             |         |            |
| Союз-2.1в                                       | 1             |         |            |
| Союз-У                                          | 3             |         |            |
| Союз-ФГ                                         | 4             |         |            |
| Всего                                           | 26            | 2       |            |
| Запуски, формально не относящиеся к российским: |               |         |            |
| Союз-СТ-Б                                       | 3             |         |            |

### Российские запуски в разрезе космодромов
| Космодром                                       | Число стартов | Неудачи | Примечания |
| ----------------------------------------------- | ------------- | ------- | --- |
| Байконур                                        | 18            | 2       | |
| Плесецк                                         | 7             | 0       | |
| Ясный                                           | 1             | 0       | |
| Запуски, формально не относящиеся к российским: |               |         | |
| Куру                                            | 3             | 0       | 27 марта РН Союз-СТ-Б российского производства была запущена Европейским космическим агентством. Были выведены на расчетную орбиту 2 спутника системы Galileo 11 сентября РН Союз-СТ-Б российского производства была запущена Европейским космическим агентством. Были выведены на расчетную орбиту 2 спутника системы Galileo 17 декабря РН Союз-СТ-Б российского производства была запущена Европейским космическим агентством. Были выведены на расчетную орбиту 2 спутника системы Galileo |

### Все запуски по странам мира
| Страна                             | Число стартов | Неудачи               | Примечания |
| ---------------------------------- | ------------- | --------------------- | --- |
| Флаг России                        | 26            | 2+1 частичная неудача | 28.04.2015 — Орбитальный аварийный запуск Союз-2.1а с ТГК Прогресс М-27М 16.05.2015 — Авария ракеты-носителя Протон-М с телекоммуникационным спутником MexSat-1 05.12.2015 — Частичная неудача при запуске Союз-2.1в с космическими аппаратами Космос 2511 и Космос 2512 один из которых не смог отстыковаться от разгонного блока Волга. |
| Флаг США                           | 20            | 2                     | 28.06.2015 — Авария ракеты-носителя Falcon 9 v1.1(R) с АГК Dragon компании SpaceX 04.11.2015 — Авария ракеты-носителя SPARK с блоком микроспутников. |
| Флаг Китайской Народной Республики | 19            | 0                     | |
| Флаг ЕС                            | 11            | 0                     | Из них 3 — ракеты-носители «Союз» |
| Флаг Индии                         | 5             | 0                     | |
| Флаг Японии                        | 4             | 0                     | |
| Флаг Ирана                         | 1             | 0                     | |
| Всего                              | 86            | 5                     | |